# Skarn

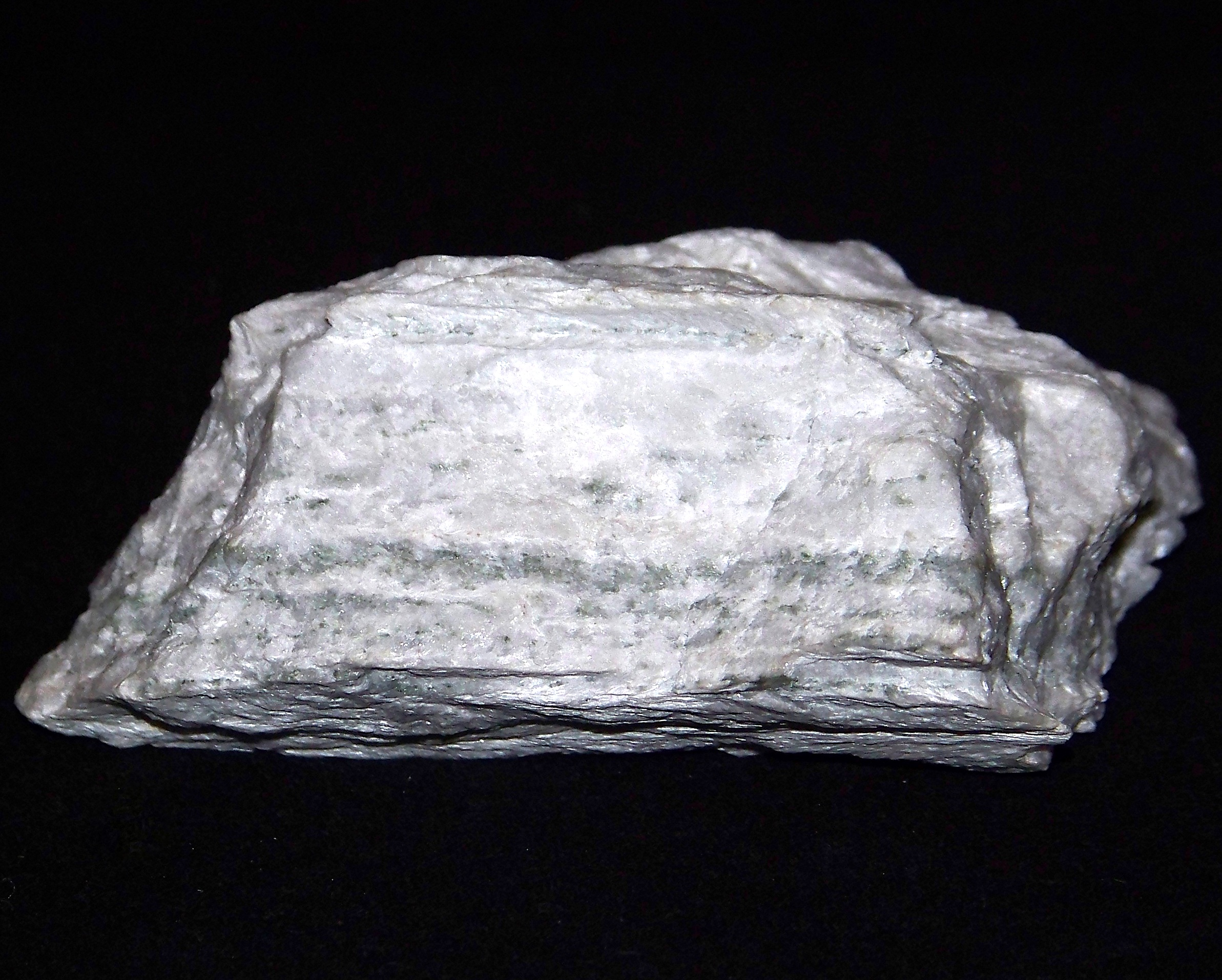
Skarn wollastonitowo-diopsydowy z kopalni Stanisław w Izerskich Garbach k. Szklarskiej Poręby

Skarn – skała metamorficzna powstała w warunkach metasomatozy kontaktowej zbudowana z Ca-Mg-Fe-Mn krzemianów niezawierających wody lub ubogich w wodę (W. Goldshmit, 1911). Wyróżnia się skarny magnezowe, wapniowe, krzemianowe i autoakrecyjne.

## Skład mineralny
skarny magnezowe: diopsyd, forsteryt, spinel, enstatyt, monticellit, akermanit, merwinit, peryklaz

skarny wapniowe: grossular, andradyt, wezuwian, diopsyd, hedenbergit, wollastonit, rodonit, epidot, skapolity, plagioklazy, kalcyt, magnetyt, tytanit, kwarc, scheelit, molibdenit

## Cechy zewnętrzne
Barwa biała, szara, brązowa, zielona, czarna, ogólnie wielobarwny. Występuje w formie stref pomiędzy skałami magmowymi, a osadowymi węglanowymi, w formie żył i soczew.

## Budowa wewnętrzna
Granofelsowa, drobna, średnio, i gruboklastczna, zbita, porowata, bezładna, kierunkowa, częsta strefowość.

## Geneza
Wskutek zmian metasomatycznych (metasomatoza krzemionkowa, żelazowo-krzemionkowa, manganowo-krzemionkowa) zachodzących na kontakcie skał osadowych (najczęściej wapieni i dolomitów), ze skałami magmowymi. Powstaje w warunkach facji hornfelsowej, w której decydująca rolę odgrywa temperatura, natomiast ciśnienie mniejszą.

## Występowanie
Należą do skał pospolitych występujących w osłonie wielu intruzji magmowych.
W Polsce: najwięcej wystąpień na Dolnym Śląsku – Stara Kamienica (Pogórze Izerskie), Izerskie Garby (Góry Izerskie), Kowary, Miedzianka, Czarnów k. Kamiennej Góry (Rudawy Janowickie), Gębczyce k. Strzelina (Wzgórza Strzelińskie), Złoty Stok (Góry Złote) i w Ziemi Kłodzkiej – Żelazno (Krowiarki), Podzamek, k. Kłodzka, (Góry Bardzkie), Kletno k. Stronia Śląskiego (Masyw Śnieżnika), ponadto w (Małopolsce) – Dubie k. Krzeszowic, w krystalicznym podłożu Wyżyny Krakowsko-Częstochowskiej (stwierdzony wierceniami w rejonie Myszkowa).
W świecie: Czechy (Žulová, Vápenná, Jáchymov, Borovina k. Třebíča, Malešov, Vlastějovice, Přísečnice, Měděnec), Niemcy (Góry Harz), Rumunia (Ocna de Fer), Irlandia (Scawt Hill), Rosja (Ural, Jakucja, Primorskij Kraj), Azerbejdżan, Australia (Ben Bullen), Nowa Zelandia (Dubtful Sound), Japonia, Algieria (Hoggar), USA (Kalifornia), Meksyk i w wielu innych miejscach.

## Zastosowanie
Skarny magnezowe mogą zawierać złoża miedzi, żelaza, złota, boru, a skarny wapniowe żelaza, miedzi, wolframu, molibdenu, berylu, boru uranu i pierwiastków ziem rzadkich. Źródła cennych okazów mineralogicznych.

## Galeria

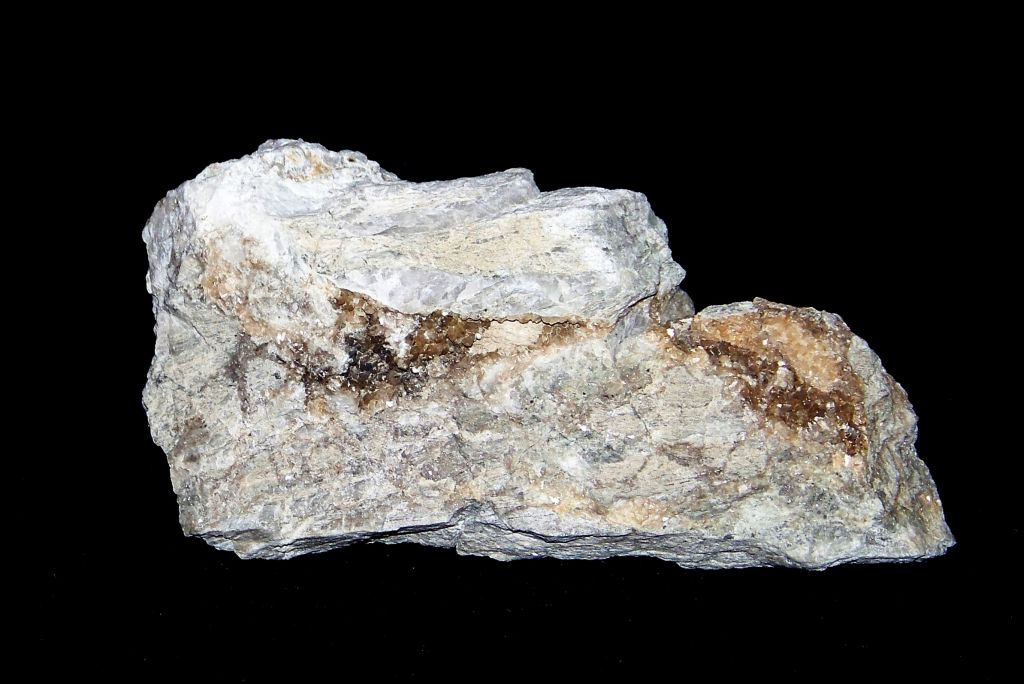
Skarn z diopsydem i stilbitem z kop. Stanisław
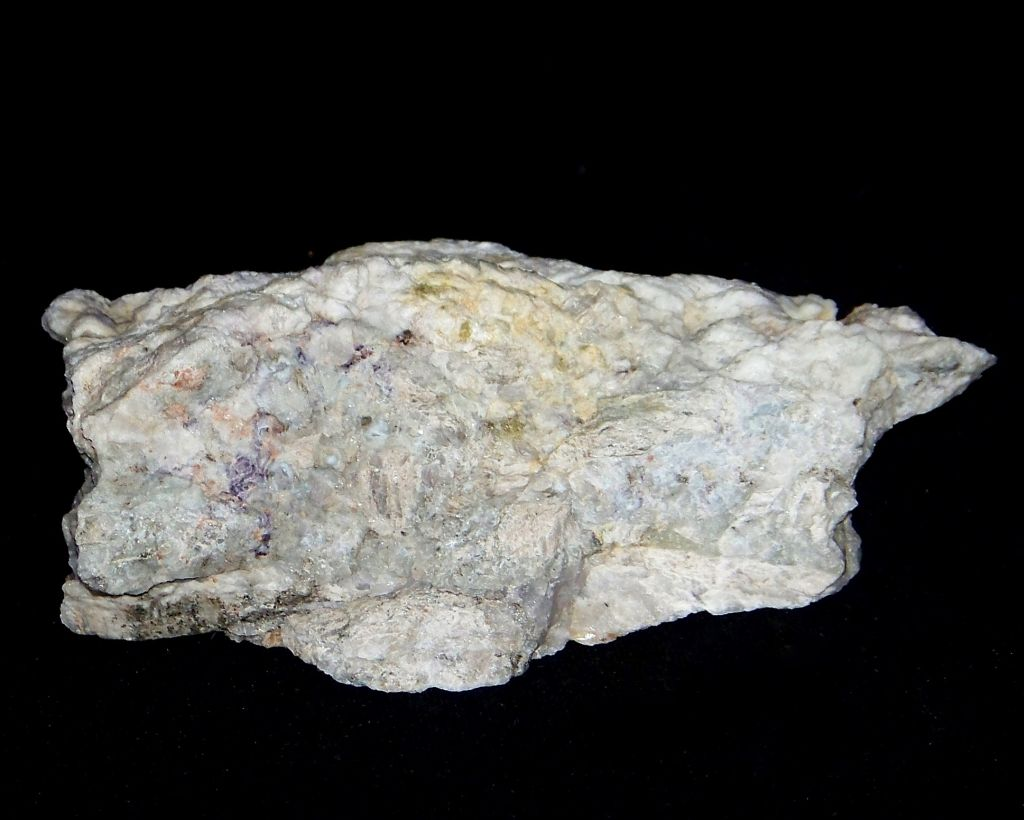
Skarn z fluorytem powstałym w procesach metasomatycznych
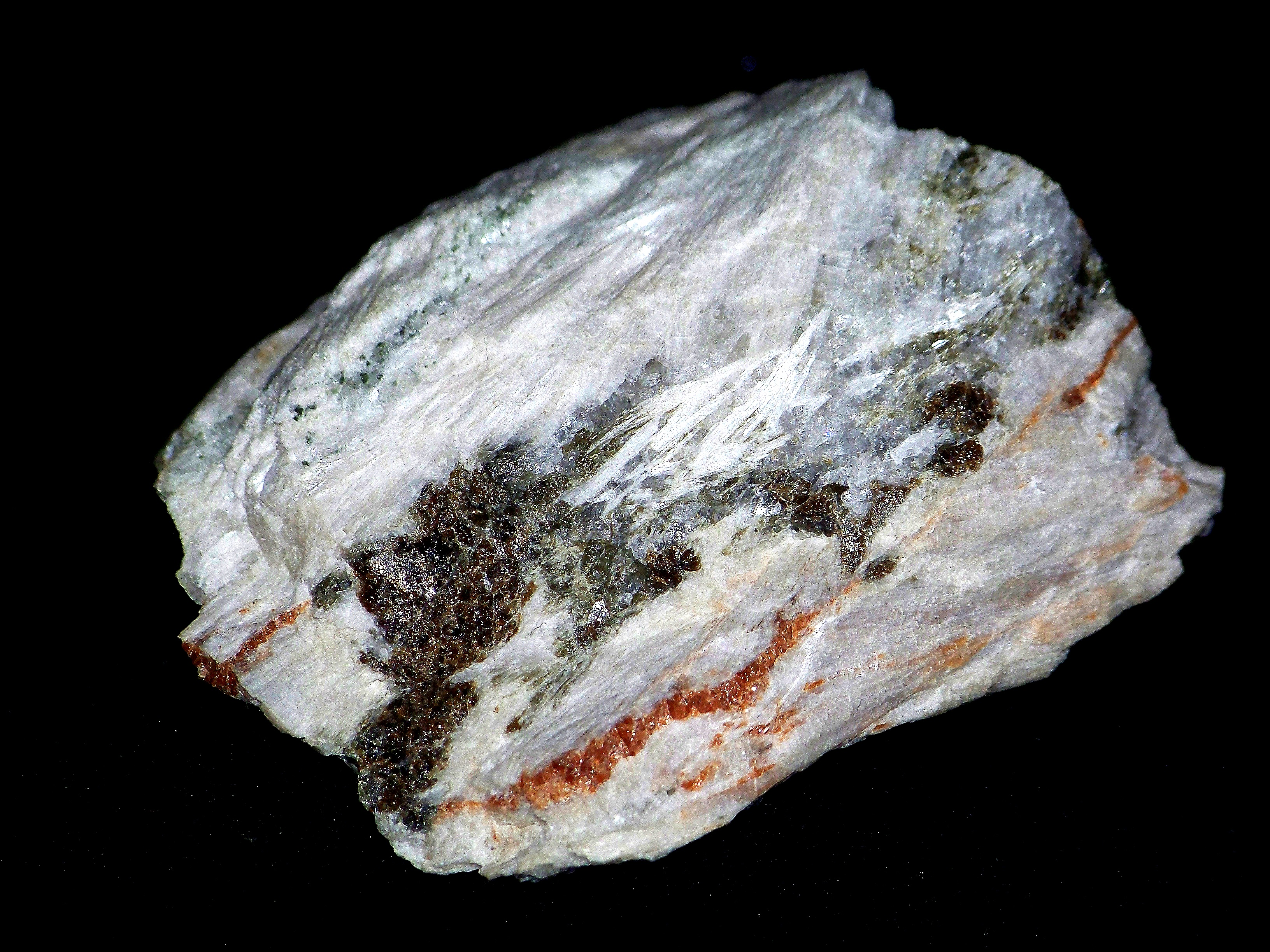
Skarn wollastonitowy z wezuwianem, diopsydem i andradytem z kopalni Stanisław
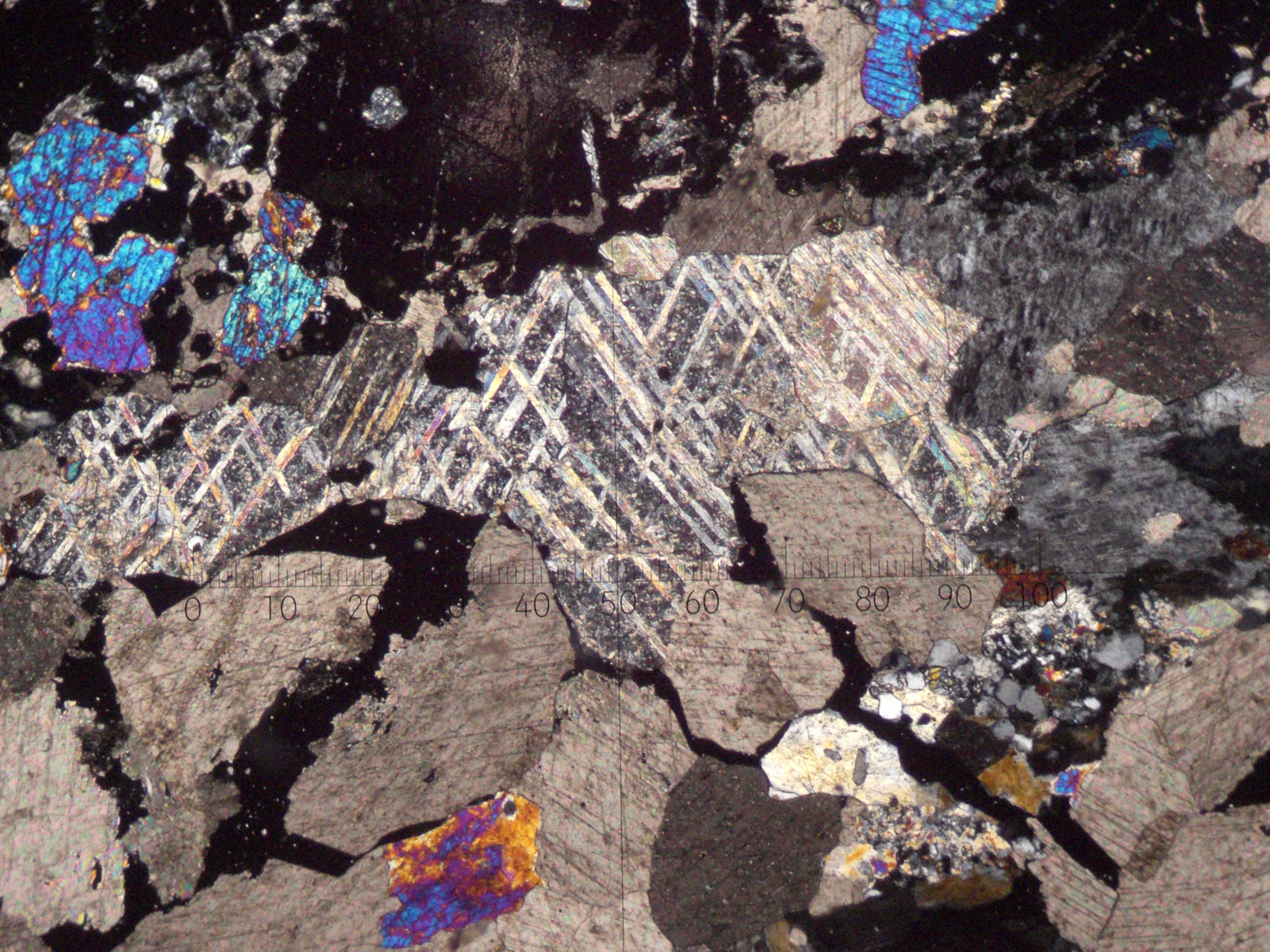
Płytka cienka wykonana ze skarnu, obraz powiększony spod mikroskopu petrograficznego, skrzyżowane Nicole